# Reynier Mena
Reynier Mena Berenguer (né le 21 novembre 1996 à La Havane) est un athlète cubain, spécialiste du sprint.

## Biographie
Il a remporté deux médailles de bronze, sur 100 mètres et 200 mètres, lors des championnats du monde d'athlétisme jeunesse 2013 à Donetsk ainsi que le titre et le record de catégorie lors des championnats panaméricains juniors d'athlétisme 2013.
Il remporte deux médailles, une d'or et une d'argent, lors des Jeux d'Amérique centrale et des Caraïbes de 2014.
Le 15 mai 2015, il porte son record sur 100 m à 10 s 22 (+ 1,7 m/s) à Camagüey et le lendemain, il égale celui du 200 m en 20 s 50 dans la même ville.
En demi-finale des Jeux panaméricains à Toronto, il porte son record sur 200 m à 20 s 32 (+ 2,0 m/s).
Puis il remporte la médaille d'or des Jeux panaméricains juniors à Edmonton le 31 juillet 2015, en améliorant son record en 10 s 17 (+ 0,4 m/s).
Avec l'équipe nationale, il remporte la médaille de bronze du relais 4 × 100 m lors des Championnats ibéro-américains d'athlétisme 2016 en 38 s 93, après avoir couru en série en 38 s 44 (temps inférieur à celui du vainqueur, la République dominicaine) avec César Yuniel Ruiz, 
Roberto Skyers et Yaniel Carrero. 
Le 19 juin 2016, il permet au relais cubain du 4 × 100 m, composé également de Roberto Skyers, Reidis Ramos et Yaniel Carrero, de gagner l'épreuve du meeting de Santo Antonio à Lisbonne, en 38 s 70, temps qui permet à Cuba de se qualifier pour les Jeux olympiques de Rio.
Le 14 mai 2018, il améliore son record en 10 s 13 à Camagüey, avec un vent de + 1,1 m/s, puis en 10 s 04 en 2019. Aligné sur 200 m aux championnats du monde de Doha, il est éliminé au stade des demi-finales.
Fin 2021, Reynier Mena décide de rompre les liens avec l'athlétisme cubain, et s'installe au Portugal  pour rejoindre le club de Benfica. Le 10 juin 2022, il remporte le 200 m du Mémorial Moniz Pereira en 20 s 04, un nouveau record personnel.
Lors du meeting Résisprint de La Chaux-de-Fonds, il termine deuxième du 100 m en 9 s 99 et premier du 200 m en 19 s 63. Ce temps n'est cependant pas homologué comme record de Cuba, l'athlète concourant pour le club de Benfica.

## Palmarès
| Date | Compétition                              | Lieu           | Résultat | Épreuve   | Temps   |
| ---- | ---------------------------------------- | -------------- | -------- | --------- | ------- |
| 2013 | Championnats du monde cadets             | Donetsk        | 3e       | 100 m     | 10 s 37 |
| 2013 | Championnats du monde cadets             | Donetsk        | 3e       | 200 m     | 20 s 79 |
| 2013 | Championnats panaméricains juniors       | Lima           | 1er      | 200 m     | 20 s 63 |
| 2014 | Jeux d'Amérique centrale et des Caraïbes | Xalapa         | 2e       | 200 m     | 20 s 54 |
| 2014 | Jeux d'Amérique centrale et des Caraïbes | Xalapa         | 1er      | 4 × 100 m | 38 s 94 |
| 2015 | Championnats panaméricains juniors       | Edmonton       | 1er      | 100 m     | 10 s 17 |
| 2015 | Championnats panaméricains juniors       | Edmonton       | 2e       | 200 m     | 20 s 34 |
| 2016 | Championnats ibéro-américains            | Rio de Janeiro | 3e       | 4 × 100 m | 38 s 93 |
| 2018 | Championnats ibéro-américains            | Trujillo       | 3e       | 100 m     | 10 s 47 |

### National
- 1 titre au 100 m : 2019
- 2 titres au 200 m : 2017, 2019
- 2 titres au 4 × 100 m : 2014, 2016

## Records
| Épreuve | Épreuve   | Temps               | Lieu              | Date            |
| ------- | --------- | ------------------- | ----------------- | --------------- |
| 60 m    | En salle  | 6 s 78              | Lisbonne          | 16 janvier 2022 |
| 100 m   | Plein air | 9 s 99 (+ 1,6 m/s)  | La Chaux-de-Fonds | 3 juillet 2022  |
| 200 m   | Plein air | 19 s 63 (+ 1,2 m/s) | La Chaux-de-Fonds | 3 juillet 2022  |
| 400 m   | Plein air | 47 s 69             | La Havane         | 7 février 2014  |